# 엑토르 론돈
엑토르 루이스 론돈(스페인어: Héctor Luis Rondón, 1988년 2월 26일 ~ )은 베네수엘라의 전 프로 야구 투수이다. 그는 메이저 리그 베이스볼에서 시카고 컵스, 휴스턴 애스트로스와 애리조나 다이아몬드백스를 위하여 활약하였다. 론돈은 2004년 클리블랜드 인디언스와 국제 자유 계약 선수로서 계약을 맺었다.

## 프로 경력

### 클리블랜드 인디언스
2004년 8월 3일 론돈은 클리블랜드 인디언스와 국제 자유 계약 선수로서 계약을 맺었다. 그는 2010년 토미 존 수술을 받고, 2011년 자신의 팔꿈치에 골절을 입었다.

### 시카고 컵스
론돈은 2012년 드래프트 회의에서 인디언스로부터 시카고 컵스에 의하여 선발되었다. 그는 컵스의 2013년 오프닝 데이 로스터에 이루어 4월 3일 자신의 메이저 리그 데뷔를 하였다. 컵스와 함께 자신의 첫 시즌에서 그는 44개의 스트라이크아웃과 4.77의 평균자책점과 함께 2 승 1 패의 기록을 가졌다.
2014년 시즌 초순에 컵스의 최종회 호세 베라스에 의하여 분투들이 있던 후에 론돈은 컵스의 새로운 최종회로 임명되었다. 그는 탈주의 2014년 시즌을 가졌다. 그는 시리즈에 결말을 지은 4번째 경기에서 세이브를 포함하여 세인트루이스 카디널스를 상대로 2015년 내셔널 리그 디비전 시리즈에서 2개의 세이브를 얻었다. 2016년 7월 후순에 어롤디스 채프먼의 추가와 함께 론돈은 불펜에서 세트업 역할로 옮겨졌다. 론돈은 54개의 출연에서 2 승 3 패의 기록과 3.53의 평균자책점과 함께 2016년을 끝냈다. 컵스는 클리블랜드 인디언스에 2016년 월드 시리즈를 우승하여 컵스의 108년간 결핍을 끝냈다. 2017년 12월 1일 그는 부드럽지 않았고 자유 계약 선수가 되었다.

### 휴스턴 애스트로스
2017년 12월 15일 론돈은 휴스턴 애스트로스와 2년 계약을 맺었다. 2018년 그는 15개의 세이브와 3.20의 평균자책점과 함께 2 승 5 패였으며 63개의 구원 출연에서 59개의 이닝을 투구하였다. 2019년 론돈은 3.71의 평균자책점과 함께 3 승 2 패였으며 62개의 경기 (하나는 출발 경기)에 나와 60과 3분의 2 이닝을 투구하였다.

### 애리조나 다이아몬드백스
2020년 1월 9일 론돈과 애리조나 다이아몬드백스는 3백만 달러의 1년 계약으로 동의하였다. 짧아진 2020년 시즌 동안 그는 다이아몬드백스와 23개의 구원 출연을 이루어 20개의 이닝에서 23명의 타자들을 스트라이크아웃 시킨 동안 7.65의 평균자책점을 수집하였으며 1 승 무패를 기록하였다.

### 필라델피아 필리스
2021년 2월 2일 론돈은 필라델피아 필리스 조직과 함께 마이너 리그 계약을 맺고 봄 훈련으로 초청되었다. 3월 25일 론돈은 필리스에 의하여 자신이 면제를 요청하여 승인을 받았다.

### 보스턴 레드삭스
2021년 4월 3일 론돈은 보스턴 레드삭스 조직과 함께 마이너 리그 계약을 맺었다. 4월 9일 론돈은 프로야구로부터 은퇴하였다.

## 투수 레퍼토리
론돈은 자신의 포심 속구 (한 시간에 95 마일), 슬라이더 (한 시간에 85 마일)과 또한 섞인 싱커 (한 시간에 96 마일)에 주로 의존한다. 그는 또한 드물게 체인지업 (한 시간에 90 마일)을 던진다.